# Mohamed Selim Zaki
Mohamed Selim Zaki (arabisch محمد سليم زكي, DMG Muḥammad Salīm Zakī; * 16. Juli 1924 im Gouvernement al-Qahira; † Dezember 2021) war ein ägyptischer Springreiter.

## Karriere
Mohamed Selim Zaki kam über seinen Vater zum Reiten und diente bei der Kavallerie Ägyptens. Nach dem Zweiten Weltkrieg nahm Zaki an den Olympischen Sommerspielen 1952, 1956 und 1960 teil.